# Hadewych Minis
Hadewych Minis (Maastricht, 5 januari 1977) is een Nederlandse actrice en zangeres die zowel in films als in theaterproducties speelt. Tot 2013 was zij vast verbonden aan Toneelgroep Amsterdam. Ze is winnaar van twee Gouden Kalveren en een Theo d'Or.

## Biografie
In 1999 studeerde Minis af aan de Toneelacademie in Maastricht. Na de toneelschool vertrok ze naar New York om daar method acting te studeren aan het Lee Strasberg Theatre Institute.
In 2000 speelde zij de hoofdrol in de voorstelling De Gelukkige Huisvrouw bij de theatergroep Het Vervolg. Daarna volgde een driejarige samenwerking met theatergroep ZT Hollandia. Daar speelde ze onder meer in het locatieproject 'Lange Lies Lange Jan' en in de grote zaalproducties De Onverschilligen, De Metsiers en Richard III. In 2003 volgde een solovoorstelling Minis en de muziektheaterproducties Sentimenti, Inanna en Seemansliederen.
In 2005 sloot Minis haar carrière bij ZT Hollandia af met de eindvoorstelling Fort Europa en sloot zij zich aan bij het ensemble van Toneelgroep Amsterdam, waar zij onder andere optrad in voorstellingen als Scènes uit een huwelijk, Don Carlos, Opening Night, Romeinse tragedies en Angels in America.
Hadewych Minis speelde een vaste rol in de serie Floor Faber en was te zien in diverse gastrollen in onder andere Annie M.G. Ze speelde de rol van prinses Máxima in de VPRO-dramaserie De Kroon die in 2006 een Gouden Kalf ontving voor beste tv-drama. Ook vertolkte ze meerdere personages in het cabaret van Koppensnellers, en was ze een terugkerende gast in het improvisatieprogramma De vloer op.
Op het witte doek was Minis onder meer te zien in de komedie Phileine zegt sorry onder regie van Robert Jan Westdijk, Diep van Simone van Dusseldorp, Nachtrit van Dana Nechustan, Kicks van Albert ter Heerdt en Nadine van Erik de Bruyn. In 2007 speelde ze de hoofdrol in Moordwijven van Dick Maas.
In 2009 volgden vier speelfilms: Amsterdam onder regie van Ivo van Hove, Het Leven Uit een Dag van Marc de Cloe, My Queen Karo van Dorothee van den Berghe en speelde ze naast Barry Atsma de hoofdrol in de psychologische thriller Zwart water van Elbert van Strien. In 2010 speelde zij wederom de rol van Koningin Máxima, nu in de film Majesteit onder regie van Peter de Baan, en speelde ze in de film Loft van Antoinette Beumer. 
Minis deed in 2012 mee aan Wie is de Mol? Net voordat de opnames begonnen werd ze zwanger. Ze is uiteindelijk toch meegegaan en werd de winnaar van het seizoen.
In 2013 speelde ze een hoofdrol in de film Borgman van Alex van Warmerdam. Deze film werd genomineerd voor de Gouden Palm bij het Filmfestival van Cannes 2013. Voor haar rol won Minis het Gouden Kalf voor beste actrice op het Nederlands Film Festival 2013. Ze speelde dat jaar ook de rol van Rachel Hazes in de Joop van den Ende-musical "Hij Gelooft In Mij". 
De Duitse film Toni Erdmann (2016) van Maren Ade waarin Hadewych speelde werd genomineerd voor een Gouden Palm én een Oscar voor beste buitenlandse film. De Netflix-serie Tokyo Trial (2016) waarin Minis de Duitse pianiste Eta Schneider speelde werd genomineerd voor een International Emmy Award.
Naast het acteren heeft Minis een zangcarrière.  Sinds 2000 speelt ze basgitaar. Ze trad samen met Mike Boddé in heel Nederland op met de muziekvoorstelling Gelukkig met Hadewych en Mike. In de zomer van 2011 speelde zij samen met Jan van Eerd op de Parade de muziekvoorstelling Hade Part One, waarna ze de studio inging om haar eerste album op te nemen. Op 12 april 2013 kwam haar album Hadewych Minis uit, waarmee ze in het najaar van 2013 op clubtournee door Nederland ging. 
In 2014 bracht Minis haar tweede zelfgeschreven album "The Truth And Nothing But The Truth" uit. Ze ging hiermee op tournee langs clubs en theaters. Op 4 mei stond ze in Carré met een eigen programma, speciaal samengesteld voor deze gelegenheid.
In datzelfde jaar speelde ze in de kinderserie "Vrolijke Kerst" en tevens de rol van Rachel Hazes in de film "Bloed, Zweet en Tranen" van Diederick Koopal. Voor deze rol ontving ze haar tweede Gouden Kalf.
In 2017 nam ze deel aan het programma Maestro. Daarnaast speelde ze de rol van Liesbeth Kooistra in Hollands Hoop, zoals ze in 2014 ook al een bijrol als Liesbeth had. Deze keer speelde ze een hoofdrol in de serie.
In 2018 tourde Minis door de Nederlandse theaters en festivals met haar solovoorstelling Minis Plus, met zang, basgitaar, en cabaret. Zij werd daarbij muzikaal ondersteund door Jan van Eerd. Onder andere danste ze tijdens deze voorstelling op een opname van de #MeToo-toespraak van Oprah Winfrey. In 2022 werd de Theo d'Or, de toneelprijs voor de beste vrouwelijke hoofdrol, aan haar toegekend voor haar rol in Girls and Boys.

### Privé
Minis is getrouwd met acteur Tibor Lukács en heeft met hem een zoon en een dochter. Minis is ambassadrice van de Nederlandse Rett Syndroom Vereniging. Ze is een kleindochter van paleontoloog Wilhelmina Minis-van de Geijn (1910-2009). 

## Filmografie en andere werkzaamheden
- Verborgen verleden (2025), gast
- Bennie (2025), als Suus
- De Idylle (2025), als Annika
- Met mes (2022), als Eveline
- Forever Rich (2021), als Els
- The Spectacular (2021), als Jeanine Maes
- Wraak! (2020), als Yvonne
- De Liefhebbers (2019), als Sam
- Maestro (2017), verliezend finalist
- Oude Liefde (2017), als Maria
- Zenith seizoen 1, (2017), als moeder Claudia Hoogland
- Tokyo Trial (2016), als Eta Harich-Schneider
- Toni Erdmann (2016), als Tatjana
- Zwarte Tulp (2016), als Jolanda Groenhuysen
- De Helleveeg (2016), als Hanny
- Mannenharten 2 (2015), als Laura
- Bloed, zweet & tranen (2015), als Rachel Hazes Gouden Kalf voor beste vrouwelijke bijrol[10]
- Vrolijke kerst (2014), als moeder Eva Vrolijk
- Hollands Hoop (2014-2020), als Liesbeth Kooistra
- Mannenharten (2013), als Laura
- Borgman (2013), als Marina Gouden Kalf voor beste vrouwelijke hoofdrol
- De groeten van Mike! (2012), als Jolanda
- Hij Gelooft in Mij (2012-2015), als Rachel Hazes
- Wie is de Mol? (2012), winnares
- Gooische Frieten (2010), als Maastrichtse klant
- Majesteit (2010), als Máxima Zorreguieta
- Alice in Wonderland (2010) (2010), als de Rode Koningin (stem)
- Loft (2010), als Eva
- De Moker (2010), als Suzan (hoorspel)
- Floor Faber (2009), als Gina Faber
- Zwart water (2009), als Christine
- Het leven uit een dag (2009)
- Amsterdam (2009)
- Reclamestem Kruidvat (2009-heden)
- Moordwijven (2007), als Estelle
- Kicks (2007), als Kim
- Nadine (2007), als Aimee
- Baantjer (2006, afl. De Cock en de onzichtbare moordenaar), als Cindy
- Spoorloos verdwenen (2006), als Monica
- Nachtrit (2006), als Evelien Schroeder
- Diep (2005), als Ilona
- De Kroon (2004), als Máxima Zorreguieta
- Phileine zegt sorry (2003), als Gulpje
- Meiden van De Wit (2003), als Liv Anderson
- AmnesiA (2001), als meisje in bed
- Oud Geld (1998), als secretaresse

## Discografie

### Albums
| Album met eventuele hitnotering(en) in de Nederlandse Album Top 100 | Datum van verschijnen | Datum van binnenkomst | Hoogste positie | Aantal weken | Opmerkingen |
| ------------------------------------------------------------------- | --------------------- | --------------------- | --------------- | ------------ | ----------- |
| Hadewych Minis                                                      | 2013                  | 20-04-2013            | 92              | 1            |             |
| The Truth and Nothing But The Truth                                 | 2014                  | 10-2013               | 32              | 3            |             |

### Singles
| Single met eventuele hitnotering(en) in de Nederlandse Top 40 | Datum van verschijnen | Datum van binnenkomst | Hoogste positie | Aantal weken | Opmerkingen                 |
| ------------------------------------------------------------- | --------------------- | --------------------- | --------------- | ------------ | --------------------------- |
| Invite you                                                    | 2012                  | -                     |                 |              | Nr. 29 in de Single Top 100 |
| Don't You                                                     | 2023                  | -                     |                 |              | voor de film All Inclusive  |